# 青春のフラッグ
「青春のフラッグ」（せいしゅんのフラッグ）は、日本の女性アイドルグループAKB48の派生ユニット・渡り廊下走り隊の楽曲。楽曲は秋元康により作詞、高木洋により作曲されている。2010年6月30日にユニットの5作目のシングルとしてポニーキャニオンから発売された。本項では「青春のフラッグ」のミュージック・ビデオを収録したシングルDVDについても記述する。
楽曲のシングルCDは3種の初回盤（それぞれA、B、Cと区別されている）、通常盤の計4種類がリリースされた。初回盤AおよびBにはそれぞれ収録内容の異なるDVDが付属しており、初回盤Cにはユニットメンバーの写真を掲載した20ページからなるフォトブックレットが付属している。CDの収録曲は全形態共通である。CDのジャケットは4種類すべて異なるデザインとなっている。3種の初回盤および通常盤の初回生産分には特典として全国握手会参加券、プレミアムイベント「渡り廊下走り隊のフラッグシップ」参加応募券、オリジナルトレーディングカードの3つが封入されている（プレミアムイベント参加応募券はシングルDVDの応募専用ハガキと合わせて応募しなければならない。オリジナルトレーディングカードはタイプごとにそれぞれ異なる3種があり、そのうちランダムで1種が封入されている）。振付は西田一生（西田プロジェクト）が担当。
キャッチコピーは、「見よ！ あれが、青春のフラッグだ」。
カップリング3曲目の「軟体恋愛クラゲっ娘」は、渡辺麻友のソロ楽曲である。
「青春のフラッグ」のサビの振り付けは、手旗信号の「ガンバレ」「負けるな」をモチーフにしている。

## シングル収録トラック

### 初回盤A
| #  | タイトル                              | 作詞   | 作曲       | 編曲       |
| -- | ------------------------------------- | ------ | ---------- | ---------- |
| 1. | 「青春のフラッグ」                    | 秋元康 | 高木洋     | 生田真心   |
| 2. | 「走り隊 GO! GO! GO!」                | 秋元康 | 小川コータ | 木之下慶行 |
| 3. | 「軟体恋愛クラゲっ娘」(渡辺麻友)      | 秋元康 | 藤本貴則   | 安部潤     |
| 4. | 「青春のフラッグ (Instrumental)」     |        |            |            |
| 5. | 「走り隊 GO! GO! GO! (Instrumental)」 |        |            |            |
| 6. | 「軟体恋愛クラゲっ娘 (Instrumental)」 |        |            |            |

| #  | タイトル                                                                             | 作詞 | 作曲・編曲 |
| -- | ------------------------------------------------------------------------------------ | ---- | ---------- |
| 1. | 「青春のフラッグ Music Video（Normal Version）」                                     |      |            |
| 2. | 「それ行け!お弁当作り隊!!!!!（前編）」                                               |      |            |
| 3. | 「自分で自分を撮っちゃいました♪〜お仕事体験隊〜（多田愛佳・仲川遥香・平嶋夏海 編）」 |      |            |

### 初回盤B
| #  | タイトル                              | 作詞   | 作曲       | 編曲       |
| -- | ------------------------------------- | ------ | ---------- | ---------- |
| 1. | 「青春のフラッグ」                    | 秋元康 | 高木洋     | 生田真心   |
| 2. | 「走り隊 GO! GO! GO!」                | 秋元康 | 小川コータ | 木之下慶行 |
| 3. | 「軟体恋愛クラゲっ娘」(渡辺麻友)      | 秋元康 | 藤本貴則   | 安部潤     |
| 4. | 「青春のフラッグ (Instrumental)」     |        |            |            |
| 5. | 「走り隊 GO! GO! GO! (Instrumental)」 |        |            |            |
| 6. | 「軟体恋愛クラゲっ娘 (Instrumental)」 |        |            |            |

| #  | タイトル                                                                     | 作詞 | 作曲・編曲 |
| -- | ---------------------------------------------------------------------------- | ---- | ---------- |
| 1. | 「青春のフラッグ Music Video（Normal Version）」                             |      |            |
| 2. | 「それ行け!お弁当作り隊!!!!!（後編）」                                       |      |            |
| 3. | 「自分で自分を撮っちゃいました♪〜お仕事体験隊〜（渡辺麻友・菊地あやか 編）」 |      |            |

### 初回盤C・通常盤
両形態ともに収録トラックは同一。
| #  | タイトル                              | 作詞   | 作曲       | 編曲       |
| -- | ------------------------------------- | ------ | ---------- | ---------- |
| 1. | 「青春のフラッグ」                    | 秋元康 | 高木洋     | 生田真心   |
| 2. | 「走り隊 GO! GO! GO!」                | 秋元康 | 小川コータ | 木之下慶行 |
| 3. | 「軟体恋愛クラゲっ娘」(渡辺麻友)      | 秋元康 | 藤本貴則   | 安部潤     |
| 4. | 「青春のフラッグ (Instrumental)」     |        |            |            |
| 5. | 「走り隊 GO! GO! GO! (Instrumental)」 |        |            |            |
| 6. | 「軟体恋愛クラゲっ娘 (Instrumental)」 |        |            |            |

## 青春のフラッグ（シングルDVD）
2010年6月30日発売の渡り廊下走り隊の5作目のシングルDVD。
初回生産分のみ、特典としてプレミアムイベント「渡り廊下パシリ隊のフラッグシップ」参加応募専用ハガキおよびオリジナルトレーディングカード（全3種のうちランダムで1種。シングルCDのカードとは異なる）が封入されている。

### 収録トラック
| #  | タイトル                                                | 作詞 | 作曲・編曲 |
| -- | ------------------------------------------------------- | ---- | ---------- |
| 1. | 「青春のフラッグ Music Video（Special Version）」       |      |            |
| 2. | 「青春のフラッグ Dance Shot Version」                   |      |            |
| 3. | 「青春のフラッグ Dance Shot Version（4アングル）」      |      |            |
| 4. | 「青春のフラッグ Solo Dance Shot Version（3アングル）」 |      |            |
| 5. | 「青春のフラッグ 手旗信号振り付け集中講座」             |      |            |
| 6. | 「青春のフラッグ メイキング映像」                       |      |            |